# Diretor Supremo do Chile

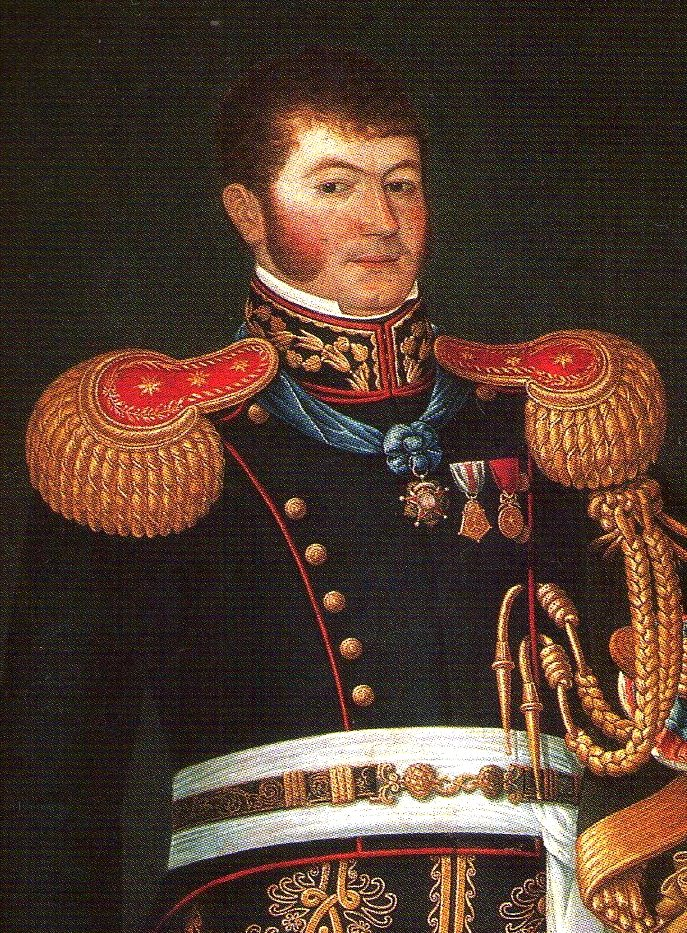
Ramón Freire Serrano foi um militar e político chileno, exercendo os cargos de Diretor Supremo entre 1823 e 1826, e a presidência do Chile em 1827.

Diretor Supremo foi a denominação atribuída desde 1814 até 1826 para a primeira autoridade que desempenhou a função de chefe de estado e de governo no Chile, desde o inicio o processo de independência.

## Antecedentes
O cargo de diretor supremo foi exercido efetivamente por Francisco de la Lastra em 1814 e, após a Reconquista, por Bernardo O'Higgins e Ramón Freire.
Este título, que também estava ligado ao comando do exército, foi criado legalmente pelo Regulamento do Governo Provisório de 1814, assim como pelas constituições de 1818, 1822 e 1823.
Em julho de 1826 ele foi substituído pelo título de Presidente da República.

## Diretores supremos
| Nome                                                                  | Início                  | Término               | Cargo                                      |                                            |
| Antonio José de Irisarri                                              | 7 de março de 1814      | 14 de março de 1814   | Diretor Supremo Interino                   | Diretor Supremo Interino                   |
| Francisco de la Lastra                                                | 14 de março de 1814     | 23 de julho de 1814   | Diretor Supremo                            | Diretor Supremo                            |
| José Miguel Carrera                                                   | 23 de julho de 1814     | 2 de outubro de 1814  | Presidente da junta de governo do Chile    | Presidente da junta de governo do Chile    |
| Entre 1814 e 1817, o país esteve sob o domínio espanhol (Reconquista) |                         |                       |                                            |                                            |
| Bernardo O'Higgins                                                    | 16 de fevereiro de 1817 | 28 de janeiro de 1823 | Diretor Supremo                            | Diretor Supremo                            |
| Agustín Eyzaguirre                                                    | 28 de janeiro de 1823   | 29 de março de 1823   | Presidente da junta de governo do Chile    | Presidente da junta de governo do Chile    |
| Congresso de Plenipotenciários                                        | 29 de março de 1823     | 4 de abril de 1823    | Triunvirato provisório das três províncias | Triunvirato provisório das três províncias |
| Ramón Freire                                                          | 4 de abril de 1823      | 13 de agosto de 1823  | Diretor Supremo Interino                   | Diretor Supremo Interino                   |
| Diego José Benavente                                                  | 13 de agosto de 1823    | 1 de setembro de 1823 | Diretor Supremo Suplente                   | Diretor Supremo Suplente                   |
| Ramón Freire                                                          | 1 de setembro de 1823   | 9 de julho de 1826    | Diretor Supremo                            | Diretor Supremo                            |